# Gary Busey

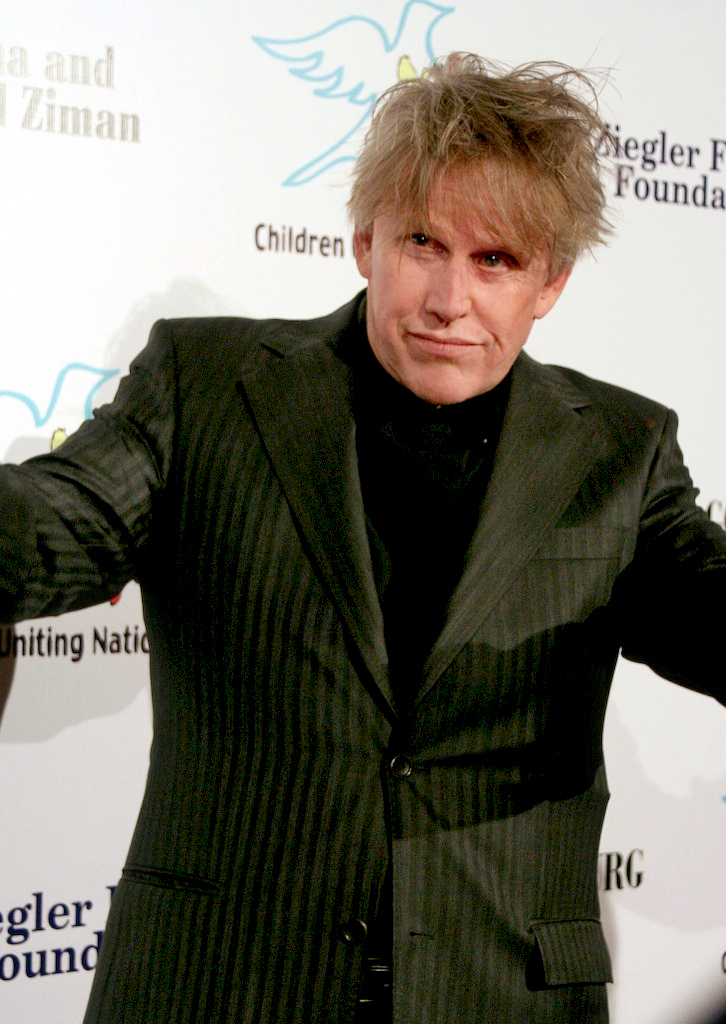
Gary Busey în 2007

Gary Busey (n. 29 iunie 1944, Baytown⁠(d), Texas, SUA) este un actor de film și teatru, producător, muzician și compozitor american. Nominalizat la Premiul Oscar pentru cel mai bun actor pentru rolul din The Buddy Holly Story (1978).  

## Filmografie

### Filme cinematografice
- 1968 Wild in the Streets, regia Barry Shear (nemenționat)
- 1971 Angels Hard as They Come (sau Angel Warriors), regia Joe Viola
- 1972 The Magnificent Seven Ride!, regia George McCowan
- 1972 Dirty Little Billy, regia Stan Dragoti
- 1973 Lolly-Madonna XXX, regia Richard C. Sarafian
- 1973 Blood Sport (film TV)
- 1973 Hex, regia Leo Garen
- 1973 The Last American Hero, regia Lamont Johnson
- 1974 The Execution of Private Slovik (film TV)
- 1974 Thunderbolt and Lightfoot
- 1974 The Law (film TV)
- 1975 You and Me
- 1976 S-a născut o stea (A Star Is Born), regia Frank Pierson
- 1976 The Gumball Rally (Chewing gum rallye), regia Charles Bail
- 1978 Povestea lui Buddy Holly (The Buddy Holly Story), regia Steve Rash
- 1978 Straight Time, regia Ulu Grosbard
- 1978 Big Wednesday, regia John Milius

- 1980: Carny
- 1980: Foolin' Around
- 1982: Barbarosa
- 1983: Didn't You Hear...
- 1983: D.C. Cab
- 1984: The Bear
- 1985: Insignificance
- 1985: Silver Bullet
- 1985: Half a Lifetime (film TV)
- 1986: Eye of the Tiger
- 1986: Let's Get Harry
- 1987: Lethal Weapon
- 1988: Bulletproof
- 1988: A Dangerous Life (miniserial TV)
- 1989: The Neon Empire (film TV)
- 1989: Hider in the House
- 1990: Act of Piracy
- 1990: Predator 2
- 1991 La limita extremă (Point Break), regia Kathryn Bigelow
- 1991: My Heroes Have Always Been Cowboys
- 1991: Wild Texas Wind (film TV)
- 1992: Chrome Soldiers (film TV)
- 1992: Canvas
- 1992: Under Siege (Sechestrați în larg)
- 1993: The Firm  (Firma)
- 1993: Rookie of the Year
- 1993: South Beach
- 1994: Breaking Point
- 1994: Surviving the Game
- 1994: Drop Zone
- 1994: Warriors
- 1994: Chasers
- 1995: Man with a Gun
- 1996: Livers Ain't Cheap (sau  The Real Thing)
- 1996: One Clean Move
- 1996: Black Sheep
- 1996: Carried Away (sau  Acts of Love)
- 1996: Sticks & Stones
- 1996: The Chain
- 1997: Steel Sharks
- 1997: Suspicious Minds
- 1997: Before They Were Pros (film TV)
- 1997: The Rage
- 1997: Lost Highway
- 1997: Lethal Tender
- 1997: Plato's Run
- 1997: Hawaii Five-O (film TV)
- 1997: Rough Riders (miniserial TV)
- 1998: The Girl Next Door (film TV)
- 1998: Rough Draft
- 1998: Soldier
- 1998: Fear and Loathing in Las Vegas
- 1998: Universal Soldier II: Brothers in Arms (film TV)
- 1998: Detour (sau  Too Hard to Die)
- 1999: Two Shades of Blue
- 1999: Hot Boyz (sau  Gang Law)
- 1999: The Girl Next Door
- 1999: No Tomorrow
- 1999: Jacob Two Two Meets the Hooded Fang
- 2000: A Crack in the Floor
- 2000: Tribulation
- 2000: Glory Glory (sau  Hooded Angels)
- 2000: G-Men from Hell
- 2001: A Crack in the Floor
- 2001: Down 'n Dirty
- 2002: Sam and Janet
- 2002: On the Edge
- 2002: Welcome 2 Ibiza
- 2002: Slap Shot 2: Breaking the Ice
- 2003: Frost: Portrait of a Vampire
- 2003: The Prize Fighter
- 2003: Quigley (sau  Daddy Dog Day)
- 2003: Scorched
- 2003: The Shadowlands
- 2003: Ghost Rock
- 2004: Shade of Pale
- 2004: Motocross Kids
- 2004: Fallacy
- 2004: Lexie
- 2004: El Padrino
- 2004: Border Blues
- 2004: Latin Dragon
- 2005: The Hand Job
- 2005: Souled Out
- 2005: No Rules
- 2005: Chasing Ghosts
- 2005: A Sight for Sore Eyes (Short)
- 2005: Esenin (miniserial TV)
- 2005: The Baker's Dozen
- 2005: Into the West (miniserial TV)
- 2005: Buckaroo: The Movie
- 2005: The Gingerdead Man
- 2006: The Hard Easy
- 2006: Descansos
- 2006: Valley of the Wolves: Iraq
- 2006: Dr. Dolittle 3 (voce)
- 2006: Shut Up and Shoot!
- 2006: Soft Target
- 2006: Buy the Ticket, Take the Ride: Hunter S. Thompson on Film (documentar)
- 2007: Lady Samurai
- 2007: Homo Erectus (sau  National Lampoon's The Stoned Age and Dawn of Sex)
- 2007: Blizhniy Boy: The Ultimate Fighter
- 2007: Succubus: Hell-Bent
- 2007: Maneater (film TV)
- 2008: Beyond the Ring
- 2009: Hallettsville
- 2009: Down and Distance
- 2010: Freaky Saturday Night Fever
- 2011: Guido
- 2011: Jenny
- 2012: Change of Heart
- 2012: Piranha 3DD
- 2012: Lizzie
- 2013: Matt's Chance
- 2013: Bounty Killer
- 2014: Confessions of a Womanizer
- 2014: Behaving Badly
- 2015: Entourage (film)

### Televiziune
- 1970: The High Chaparral (episodul: "The Badge")
- 1971: Dan August (episodul: "The Manufactured Man")
- 1972: Bonanza (episodul: "The Hidden Enemy")
- 1973: Kung Fu (episodul: "The Ancient Warrior")
- 1974–75: The Texas Wheelers (toate cele 8 episoade)
- 1975: Gunsmoke (episodul: "The Busters")
- 1975: Baretta (episodul: "On the Road")
- 1979: Saturday Night Live (10 martie) (în rolul său / host)
- 1985: The Hitchhiker (episodul: "W.G.O.D.")
- 1993: Fallen Angels (episodul: "Since I Don't Have You")
- 1997: Hawaii Five-O (unaired pilot)
- 1999: Walker, Texas Ranger (episodul: "Special Witness")
- 1999: Shasta McNasty (episodul: "The Thanksgiving Show")
- 2000: The Outer Limits (episodul: "Revival")
- 2000: The Huntress (episodul: "What Ralph Left Behind")
- 2001: Law & Order (episodul: "Formerly Famous")
- 2001: King of the Hill (episodul: "Soldier of Misfortune") (voce)
- 2002: The Man Show (episodul: "The Juggbournes") (în rolul său)
- 2003: Russians in the City of Angels (3 episodes)
- 2003: I'm with Busey (all 13 episodes) (în rolul său)
- 2004: Penn & Teller: Bulls***! (episodul: "12 Stepping") (în rolul său)
- 2004–05, 2007: Entourage (3 episoade: 1.6, 2.1, 4.8) (în rolul său)
- 2005: The Simpsons (episodul: "On a Clear Day I Can't See My Sister") (în rolul său) (voce)
- 2005: Celebrity Fit Club (USA) (sezonul 2) (în rolul său / team member)
- 2006: Tom Goes to the Mayor (episodul: "Wrestling") (voce)
- 2006: Scrubs (episodul: "My Missed Perception") (as Gary Busey lookalike)
- 2006: Celebrity Paranormal Project (all 9 episodes) (în rolul său)
- 2008: The Cho Show (episodul: "Off the Grid") (în rolul său)
- 2008: Celebrity Rehab with Dr. Drew (sezonul 2) (în rolul său / participant)
- 2009: Nite Tales: The Series (episodul: "Trapped")
- 2009: The Comedy Central Roast of Larry the Cable Guy (în rolul său)
- 2011: Celebrity Apprentice 4 (în rolul său / contestant)
- 2011: Two and a Half Men (episodul: "Frodo's Headshots") (în rolul său)[4]
- 2012: truTV Presents: World's Dumbest... (în rolul său)
- 2012: Rove LA (4 episodes) (în rolul său)
- 2012: Celebrity Wife Swap (1 episode) (în rolul său)
- 2012–13: Mr. Box Office (23 episodes)
- 2013: Celebrity Apprentice 6 (concurent)
- 2014: American Dad! (episodul: "She Swill Survive") (în rolul său) (voce)
- 2014: Celebrity Big Brother 14 (concurent și câștigător)
- 2015: Dancing with the Stars (concurent)

### Jocuri video
- 2002: Grand Theft Auto: Vice City (voce)
- 2006: Grand Theft Auto: Vice City Stories (voce)
- 2008: Saints Row 2 (voce)